# Hallstahammar
För andra betydelser, se Hallstahammar (olika betydelser).

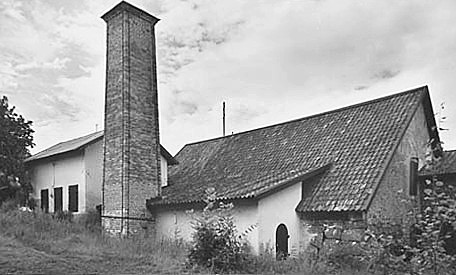
Hallstahammars gamla smedja i Trångfors, 1955.

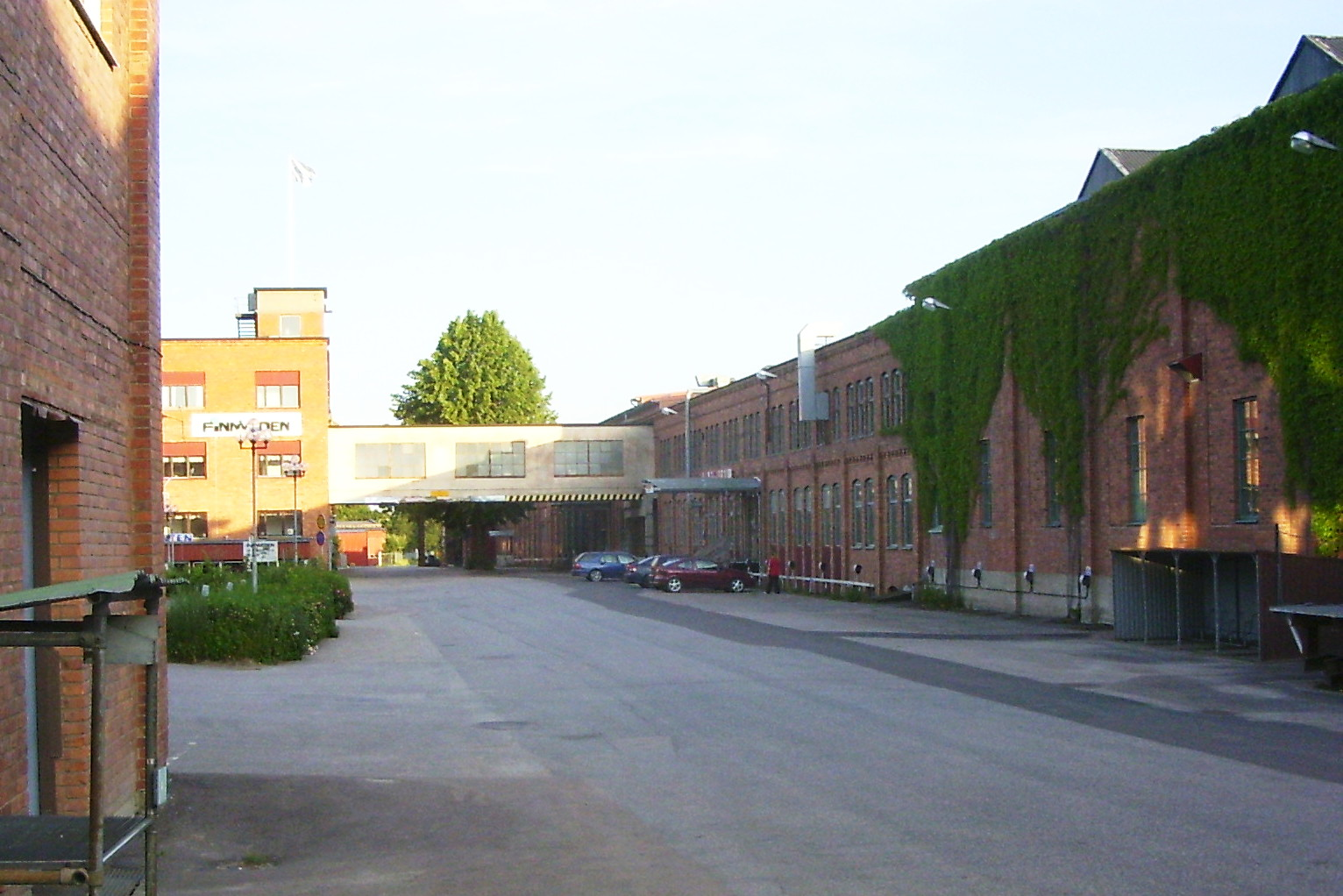
Bultens fabriksbyggnader, 2009.

Hallstahammar uttal (fil) är en tätort i Västmanland och centralort i Hallstahammars kommun, Västmanlands län.
Orten är en gammal bruksort med metallindustri som kärna för samhället.

## Historik
Den första smedjan byggdes 1628 i Trångforsområdet. Strömsholms kanal invigdes 1795. Bultfabriks Aktiebolaget grundades 1873. Trångfors kraftstation togs i drift 1899. Hallstahammars AB bildades 1872. AB Kanthal, vilket skulle komma att bli ett av ortens största industriföretag, grundas 1931. Fem år tidigare hade grundaren, Hans von Kantzow, patenterat legeringen vid namn Kanthal – Kant efter Kantzow och hal efter Hallstahammar. 1983 gick Hallstahammars AB samman med Bulten-Kanthal AB varvid Kanthal AB bildades. Kanthal namnändrades 2010 till Sandvik Heating Technology. Sedan 2017 används namnet Kanthal - part of Sandvik Group.

### Administrativa tillhörigheter
Hallstahammar var och är en ort i Svedvi socken med en mindre del i väster i Bergs socken. Efter kommunreformen 1862 kom orten att ligga i Svedvi landskommun och i denna inrättades 8 december 1939 municipalsamhället Hallstahammar. 1943 ombildades Svedvi landskommun med municipalsamhället till Hallstahammars köping som 1952 utökades med Bergs landskommun. Hallstahammars bebyggelse omfattade bara en mindre del köpingskommunens yta.  1971 uppgick köpingen i Hallstahammar kommun med Hallstahammars som centralort.
Hallstahammar hörde till Svedvi församling som 1943 namnändrades till Hallstahammars församling. Från 2006 till 2014 tillhörde orten Hallstahammar-Bergs församling och sedan 2014 tillhör den Hallstahammar-Kolbäcks församling.
Orten ingick till 1971 i Snevringe tingslag. Från 1971 till 2001 ingick orten i Köpings domsaga för att från 2001 ingå i Västmanlands domsaga.

### Befolkningsutveckling
| Befolkningsutvecklingen i Hallstahammar 1950–2020   | Befolkningsutvecklingen i Hallstahammar 1950–2020 | Befolkningsutvecklingen i Hallstahammar 1950–2020 | Befolkningsutvecklingen i Hallstahammar 1950–2020 | Befolkningsutvecklingen i Hallstahammar 1950–2020 |
| --------------------------------------------------- | ------------------------------------------------- | ------------------------------------------------- | ------------------------------------------------- | ------------------------------------------------- |
|                                                     |                                                   |                                                   |                                                   |                                                   |
| År                                                  |                                                   |                                                   | Folkmängd                                         | Areal (ha)                                        |
| 1950                                                | 1950                                              |                                                   | 6 286                                             |                                                   |
| 1960                                                | 1960                                              |                                                   | 10 135                                            |                                                   |
| 1965                                                | 1965                                              |                                                   | 12 358                                            |                                                   |
| 1970                                                | 1970                                              |                                                   | 13 818                                            |                                                   |
| 1975                                                | 1975                                              |                                                   | 13 583                                            |                                                   |
| 1980                                                | 1980                                              |                                                   | 13 330                                            |                                                   |
| 1990                                                | 1990                                              |                                                   | 11 841                                            | 947                                               |
| 1995                                                | 1995                                              |                                                   | 11 176                                            | 954                                               |
| 2000                                                | 2000                                              |                                                   | 10 376                                            | 955                                               |
| 2005                                                | 2005                                              |                                                   | 10 300                                            | 957                                               |
| 2010                                                | 2010                                              |                                                   | 10 478                                            | 967                                               |
| 2015                                                | 2015                                              |                                                   | 10 787                                            | 822                                               |
| 2020                                                | 2020                                              |                                                   | 9 898                                             | 619                                               |
| Anm.: 2018 utbrutet Lustigkulla och Gröndal och Näs |                                                   |                                                   |                                                   |                                                   |

## Ortsdelar
I den västra delen återfinns ortsdelarna Gröndal, Knektbacken, Lustigkulla, Näs, Skantzen, Trångfors och Åsby. I den östra delen återfinns Barnängen, Duvhällarna, Fredhem, Lövboås, Nibble, Tallbacken, Trollebo och Tuna gärde.

## Näringsliv
Av industriföretag märks främst Bulten Hallstahammar AB (med ursprung i Bultfabriks AB), Kanthal AB.

### Bankväsende
Gefle handelsbank etablerade ett kontor i Hallstahammar i december 1905. Senare hade istället Upplands enskilda bank ett kontor i Hallstahammar. Senare under 1900-talet etablerade sig även Skandinaviska banken på orten. Hallstahammar hade även ett sparbankskontor tillhörande Sparbanken Mälardalen.
SEB stängde kontoret i Hallstahammar år 2000. Den 29 november 2014 stängde även Nordea. Därefter fanns Swedbank kvar på orten.

## Utbildning
I Hallstahammar finns det högstadieskolan Parkskolan vilken har cirka 350 elever från årskurs 7 till 9. I Hallstahammars kommun finns det ytterligare en högstadieskola som ligger i tätorten Kolbäck.
[källa behövs]En sammanslagning ägde rum i början av 2000-talet mellan kommunens två dåvarande högstadieskolor, Lindbo samt Nibble. Kantzowska var ett gymnasium i Hallstahammar, men 2013 lades skolan ned. Hösten 2016 flyttade Lindboskolans elever till Kantzowskagymnasiets lokaler och bytte namn till Parkskolan. Från och med höstterminen 2017 kommer årskurs 6 flyttas tillbaka till låg och mellanstadieskolor vilket gör att Parkskolan blir en skola från årskurs 7 till 9 igen.

## Sport
- Ekeby BK Fotboll
- Hallstahammars SK Handbollsklubb
- Hallsta Basket
- Hallstahammars SK, med hemmaarena Trollebo IP
- Motorsportklubben Hammaren
- Hallsta Ridklubb
- Hallstahammars Hockeyklubb
- Norrby IK
- IBK Hallsta Innebandy

## Kända personer från Hallstahammar
- Dan Beutler, handbollsmålvakt
- Sofi Flink, spjutkastare
- Thore Skogman, låtskrivare och artist
- Mikael Sandström, läkare
- Georg Ganmar, Skulptör
- Olle Adrin, Skulptör

Ove Eklund , fotbollsspelare.